# 南安郡 (刘宋)
南安郡，中国南北朝时设置的郡。
南朝宋设立南安郡，属于益州。治所在南安县（今四川省剑阁县）。辖境相当今四川省剑阁县、青川县及甘肃省陇西县等地。南朝梁于此置南梁州，后改为安州。西魏时改为普安郡。